# Język pende
Język pende albo phende – język z rodziny bantu, używany w Demokratycznej Republice Konga. W 1982 roku liczba mówiących wynosiła ok. 450 tys.